# Брод Моравице
Брод Моравице је насељено место и седиште истоимене општине у Приморско-горанској жупанији, Република Хрватска.

## Историја
До територијалне реорганизације у Хрватској налазило се у саставу бивше велике општине Делнице.

## Становништво
На попису становништва 2011. године, општина Брод Моравице је имала 866 становника, од чега у самим Брод Моравицама 358.

## Попис 1991.
На попису становништва 1991. године, насељено место Брод Моравице је имало 443 становника, следећег националног састава:
| Попис 1991.‍  | Попис 1991.‍  | Попис 1991.‍ | Попис 1991.‍ | Попис 1991.‍ |
| ------------ | ------------ | ----------- | ----------- | ----------- |
|              |              |             |             |             |
| Хрвати       | Хрвати       |             | 424         | 95,71%      |
| Срби         | Срби         |             | 11          | 2,48%       |
| Југословени  | Југословени  |             | 1           | 0,22%       |
| неопредељени | неопредељени |             | 6           | 1,35%       |
| непознато    | непознато    |             | 1           | 0,22%       |
| укупно: 443  |              |             |             |             |